# آود-ریوویک
آود-ریوویک (به هلندی: Oud-Reeuwijk) یک منطقهٔ مسکونی در هلند است که در بوده‌خرافن-ریوویک واقع شده‌است. آود-ریوویک ۱۱۰ نفر جمعیت دارد.